# Peter Vorderer

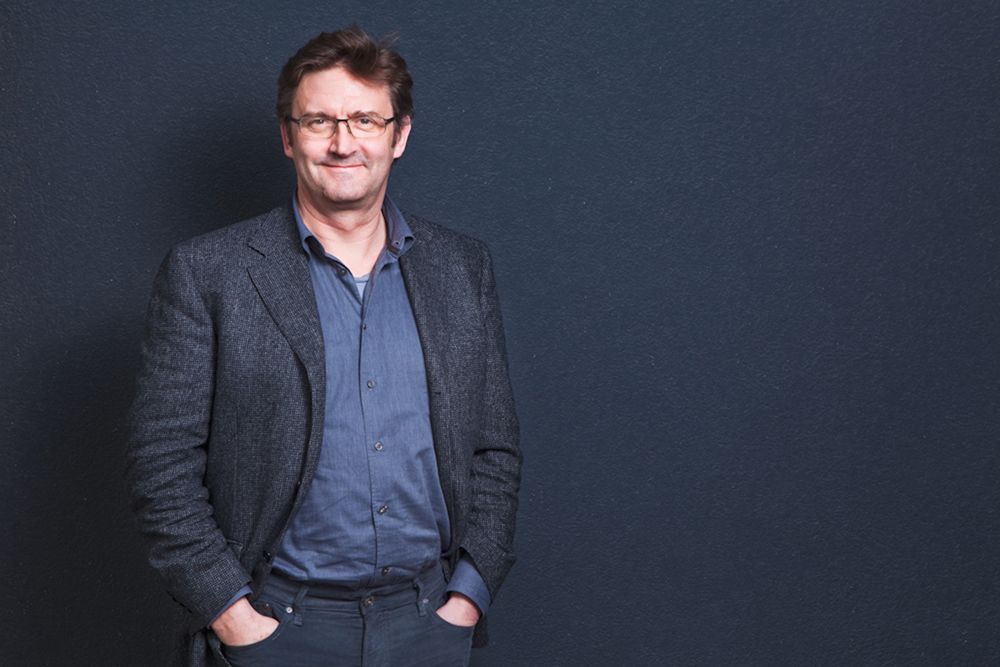
Peter Vorderer

 Peter Vorderer (* 1959 in Mannheim) ist ein deutscher Psychologe und Soziologe sowie Hochschullehrer für Medien- und Kommunikationswissenschaft an der Universität Mannheim.

## Leben und Beruf
Nach dem Abitur absolvierte Vorderer von 1980 bis 1987 ein Studium der Psychologie und Soziologie an der Universität Heidelberg sowie von 1982 bis 1989 ein Studium der Soziologie an der Universität Mannheim, welche er 1987 mit den Abschlüssen als Diplom-Psychologe und 1989 als Diplom-Soziologe beendete. Außerdem studierte er von 1983 bis 1984 Sozialpsychologie an der New York University und an der University of Michigan. In seiner Heidelberger Zeit war Vorderer enger Mitarbeiter des Psychologen und Literaturwissenschaftlers Norbert Groeben. Groeben und Vorderer setzten sich für die Weiterentwicklung der Forschungsrichtung der empirischen Literaturwissenschaften ein. Vorderer war an der Entwicklung der Heidelberger Methode zur Struktur-Lege-Technik beteiligt. Diesen Arbeitsschwerpunkt behielt er auch zunächst während seiner Zeit als wissenschaftlicher Mitarbeiter am Institut für Kommunikations-, Medien- und Musikwissenschaft der Technischen Universität Berlin bei. 1992 erfolgte die Promotion in Medienwissenschaft. Anschließend war er von 1993 bis 1994 Vertretungsprofessor für das Fach Psychologie an der University of Toronto. Es folgten die Professuren für Medienwissenschaft am Institut für Journalistik und Kommunikationsforschung der Hochschule für Musik und Theater Hannover in der Zeit von 1994 bis 2002 und für Kommunikationswissenschaft von 2002 bis 2007 an der Annenberg School for Communication sowie für Psychologie von 2004 bis 2007 am College of Letters, Arts and Sciences der University of Southern California. In dieser Zeit entwickelte sich Vorderer zum international führenden Vertreter der Unterhaltungsforschung. Zwischen 2007 und 2010 war Vorderer Professor und Vorsitzender der Abteilung Kommunikationswissenschaft der Freien Universität Amsterdam sowie Wissenschaftlicher Direktor des Centers for Advanced Media Research Amsterdam. Im Jahr 2010 übernahm er die Professur für Medien- und Kommunikationswissenschaft an der Universität Mannheim. Von 2014 bis 2015 war er Präsident der International Communication Association. Im Juli 2015 wurde er zum „Yangtze River Scholar“ der Jiaotong-Universität in Schanghai ernannt. Seit Juni 2016 ist er Fellow der International Communication Association.

## Publikationen (Auswahl)
- Peter Vorderer, Norbert Groeben: Leserpsychologie – Lesemotivation – Lektürewirkung. Aschendorff, Münster 1988, ISBN 3-402-04301-7.
- Peter Vorderer, Roland Mangold, Gary Bente: Lehrbuch der Medienpsychologie.  Hogrefe Verlag, Göttingen u. a. 2004, ISBN 3-8017-1489-6.
- Peter Vorderer, Jennings Bryant: Playing Video Games: Motives, Responses, and Consequences. Lawrence Erlbaum, Mahwah, New Jersey 2006, ISBN 0-8058-5322-7.